# 10405 Yoshiaki
10405 Yoshiaki este un asteroid din centura principală de asteroizi.

## Descriere
10405 Yoshiaki este un asteroid din centura principală de asteroizi. A fost descoperit pe 19 noiembrie 1997 la Nanyo de Tomimaru Okuni. El prezintă o orbită caracterizată de o semiaxă mare de 2,41 ua, o excentricitate de 0,19 și o înclinație de 1,5° în raport cu ecliptica.